# Удружење лекара ваздухопловне медицине
Удружење лекара ваздухопловне медицине  (Аerospace Medical Association АсМА)  водеће је професионално удружење у области ваздухопловства, астронаутике и медицине заштите животне средине, основано 1929. године под вођством доктора Луиса Х. Бауера, првог медицинског директора Одељења за аеронаутику Министарства трговине САД (које је касније постало ФАА), са циљем да омогуће „ширење информација које ће побољшати ефиксаност њихових специјализованих вештина... дајући тиме већу гаранцију безбедности како  јавности тако и пилоту; и обезбеде сарађњу...и унапређују развој аеронаутике у Сједињеним Америчким  Државама".
Од првог организационог састанка одржаног 1929. године, на коме је било присутно 29 ваздухопловномедицинских стручњака,  Удружење је нарасло до садашњег чланства који броки преко 2.200 чланова из преко 70 земаља света ( које чине око 25% чланства изван Сједињених Америчких Држава)
Чланови удружења данас су специјалисти хипербаричне и ваздухопловне медицине, научници разних струка, медицинске сестре, физиолози и истраживачи из целог света.

## Мисија
Мисија Удружење лекара ваздухопловне медицине је да примени и унапреди научна знања у области промоције и побољшања здравља, безбедност и учинка сви актера који су укључени у ваздухопловство и сродне активности.

## Циљеви
Године 1942. ова непрофитна организација, чпоставила је следеће циљеве:
Унапређење науке и вештина ваздухопловне медицине, кроз:
- стимулисање истраживања и проучавања;
- ширење знања из ове области.

Успостављање и одржавање сарадње између медицинских и других наука које се баве развојем и напретком ваздухопловства. 

## Историја
Како је током и након Првог светског рата, авијација  брзо расла широм света. средином 1920-их, влада Сједињених Америчких Држава је формирала организацију за регулисање ове области., првобитно названу Аеронаутички огранак Министарства трговине, који је касније постао Управа за цивилну аеронаутику.  Први медицински директор новооснованог огранка посто је Луис Х. Бауер, заљубљеник у летење, који је дао је оставку на своју дужност у америчкој војсци, да би био постао владини лекар за у области ваздуопловне медицине. 
На Бауерову иницијативу 15. децембра 1928. године, 29 „авијацијских лекара“ састало се у канцеларији др. Бауера да разговара  о формирању новог удружења специјалиста за ваздухопловну медицину.  Након овог састанка први помоћник секретара за аеронаутику Министарства трговине,  израдио је нацрт статута и других подзаконских аката. У овим документима наглашава  се амерички карактер групе и циљовог удружења којији је требало да буде...промовисање интереса оних лекара у Сједињеним Америчким Државама и њиховим острвским поседима који су задужени за одабир летачког особља, како комерцијалног тако и војног ваздухопловства, и ширење преко својих неколико агенција информација које ће побољшати тачност њихове специјализованих вештина; успостављање праћења појединаца за које су одговорни његови чланови, чиме се пружа већа гаранција безбедности како јавности тако и пилотима; кроз сарадњуу са свим легитимним ваздухопловним активностима на унапређењу напретка аеронаутике у Сједињеним Америчким Државама. Касније се обим деловања удружења из САД проширио и на немедицинско особље  али и међународне колеге.
Први годишњи састанак АсМА одржан је у Детроиту,  7. и 8 .октобра 1929. године, у години која је била успешна за авијацију: неколико недеља раније, пробни пилот Џејмс Х. Дулитл завршио је први „слепи“ (инструментални) лет, а 5 месеци пре тога, Вили Нојенхофен је пилотирао Јункерсом Ју 49 до 41.000 стопа користећи кабину под притиском.
На оснивачком састанку чланство је усвојило статут и подзаконски акт, а присутни су за првог председника изабрали др Луиса Бауера.
Удружење ваздухопловних лекара је полако расло.  Године 1935. одржан је годишњи састанак у Сан Антонију, Тексас, који је у зборнику дао војни аспект. Присутни су посетили Ваздухопловну медицинску школу Војног ваздухопловства и Школу за обуку летења на Рендолф Филду. Група је такође усвојила резолуцију којом се позива Конгрес и Ратно министарство да приме летачке лекаре у америчку војску и морнарицу на обуку из летења, уз образложење др Ралфа да „ваздухопловни лекари не могу остати на земљи и теоретисати…“.
Први „међународни састанак“ одржан је 1936. године уз присуствову 20 чланова из других земаља и Сједињених Америчких Држава.
Када је избио Други светски рат, укупно чланство се повећало са 333 на преко 3.000. 
После рата придружило се још више међународних чланова, а 1947. име удружења  је промењено из Аеромедицинско удружења Сједињених Држава у Аеромедицинско удружење, што је требало да одражава међународни карактер њеног чланства, који се временом само повећавао. 
Године 1948. одржан је годишњи састанак у Торонту, Канада,  уз наглашену и растућу разноликост чланова удружења.

## Издаваштво

### Aerospace Medicine and Human Performanc
Удружење лекара ваздухопловне месечно издаје рецензирани часопис, Aerospace Medicine and Human Performanc (AMHP), раније Aviation, Space, and Environmental Medicine, преко кога удружење остварује контакт са лекарима, научницима о животу, биоинжењерима и медицинским специјалистима који раде како у основним медицинским истраживањима тако и у области  њихове клиничке примене.
Часопис објављује приближно 10 чланака месечно, укључујући истраживања, рецензије, извештаје о случајевима и кратке комуникације.
То је најкоришћенији и најцитиранији часопис у својој области, који се дистрибуира у више од 80 земаља.

### Open Access, Aerospace Medicine and Human Performance
Као одговор на потребу да неки аутори објављују своје радове удружење издаје часопис отвореног приступа под називом Open Access, Aerospace Medicine and Human Performance у коме нуди ауторима да објављују у отвореном приступу чланке без накнаде, осим применљивих накнада. Ауторима је омогућено да слободно објаве свој прихваћени рукопис у институционалном репозиторијуму без плаћања било какве накнаде. Традиционално објављени чланци су бесплатни на мрежи након једногодишњег ембарга. Потом остају слободни 5 година. Затим се враћају на pay-per-view, али су увек доступни и претраживи на мрежи преко портала Business portal for publishers client access to IT system  Ingenta.